# Binéfar
Binéfar település Spanyolországban, Huesca tartományban. Binéfar Esplús, Binaced, Monzón, San Esteban de Litera és Tamarite de Litera községekkel határos. Lakosainak száma 10 118 fő (2024).

## Népesség
A település népessége az utóbbi években az alábbiak szerint változott:
| Lakosok száma | 8332 | 8786 | 9012 | 9444 | 9482 | 9461 | 9394 | 9561 | 9888 | 10 118 |
|               | 2001 | 2004 | 2006 | 2009 | 2011 | 2014 | 2016 | 2019 | 2021 | 2024   |